# Robert Hunter (golfista)
Charles Edward Sands (20 de novembro de 1886 – 28 de março de 1971) foi um golfista americano que competiu nas Olimpíadas de 1904.
Em 1904, ele ganhou a medalha de ouro na competição masculina de golfe por equipes. Na competição individual, ficou em 14°.
Hunter venceu o NCAA Division I Men's Golf Championships em 1910.

## Ligações Externas
- Perfil